# Talsperre La Viña
Die Talsperre La Viña (spanisch Represa La Viña bzw. Dique La Viña) ist eine Talsperre mit Wasserkraftwerk in der Provinz Córdoba, Argentinien. Sie staut den Río de los Sauces zu einem Stausee auf. Die Talsperre dient der Stromerzeugung. Mit ihrem Bau wurde 1939 begonnen. Sie wurde im Juni 1944 fertiggestellt.

## Absperrbauwerk
Das Absperrbauwerk ist eine Bogenstaumauer aus Beton mit einer Höhe von 106 m. Die Länge der Mauerkrone beträgt 317 m. Die Breite der Staumauer liegt bei 35 m an der Basis und 4 m an der Krone. Ihr Volumen beträgt 184.160 m³. Die Talsperre verfügt über eine Hochwasserentlastung auf der linken Seite, über die maximal 1200 m³/s abgeleitet werden können.

## Stausee
Bei Vollstau erstreckt sich der Stausee über eine Fläche von rund 10,5 km² und fasst 230 Mio. m³ Wasser.

## Kraftwerk
Das Maschinenhaus des Kraftwerks befindet sich ungefähr 50 m flussabwärts der Talsperre. Die installierte Leistung beträgt 16 MW. Die beiden Francis-Turbinen leisten jeweils maximal 8 MW. Die durchschnittliche Jahreserzeugung wird mit 36 Mio. kWh angegeben. Das Kraftwerk wurde von 1952 bis 1959 errichtet. Die Netzanbindung erfolgte am 28. Februar 1959.